# Medicago heyniana
Medicago heyniana är en ärtväxtart som beskrevs av Werner Rodolfo Greuter. Medicago heyniana ingår i släktet luserner, och familjen ärtväxter. IUCN kategoriserar arten globalt som nära hotad. Inga underarter finns listade i Catalogue of Life.

## Bildgalleri

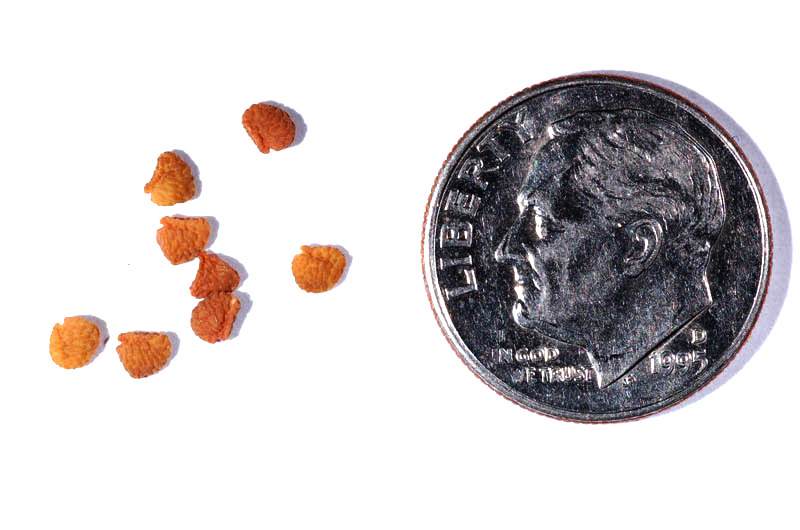